# Hans Diller
Hans Julius Gustav Diller (* 8. September 1905 in Worms; † 15. Dezember 1977 in Kiel) war ein Klassischer Philologe und Historiker der Medizin des antiken Griechenland.

## Leben und Werk
Hans Diller, Sohn eines Kaufmanns, legte 1924 das Abitur an der Gelehrtenschule des Johanneums in Hamburg ab. Er studierte zunächst zwei Semester Rechtswissenschaft in Frankfurt am Main, bevor er ab 1925 Klassische Philologie und Geschichte in Hamburg, München und Florenz studierte. Im Jahr 1930 wurde er mit einer Dissertation zur hippokratischen Schrift Über die Umwelt (auch: Über Lüfte, Gewässer und Örtlichkeiten) in Hamburg promoviert und mit einer ebenfalls auf diesen Text bezogenen Schrift 1932 in Leipzig habilitiert. Im darauffolgenden Jahr wechselte er als Privatdozent und Assistent von Bruno Snell und Ernst Kapp nach Hamburg. Im November 1933 unterzeichnete er das Bekenntnis der deutschen Professoren zu Adolf Hitler. Dem Nationalsozialistischen Lehrerbund trat er im Oktober desselben Jahres bei. 1935 trat Hans Diller eine Lehrstuhlvertretung an der Universität Rostock an. 1937 wurde er außerordentlicher Professor für Klassische Philologie und Griechisch sowie Direktor des Klassisch-Philologischen Seminars an der Universität Rostock. Nachdem er 1939/40 im Kriegseinsatz gewesen war, beantragte er am 30. November 1940 die Aufnahme in die NSDAP und wurde zum 1. Januar 1941 aufgenommen (Mitgliedsnummer 8.833.496). Nach einem weiteren Kriegseinsatz ab Oktober 1941 und der Beteiligung am sog. „Kriegseinsatz der Geisteswissenschaften“ 1941/42 folgte er schließlich 1942 dem Ruf der Christian-Albrechts-Universität zu Kiel als ordentlicher Professor für Klassische Philologie, wo er bis zu seiner Emeritierung 1973 blieb.
In der Nachkriegszeit konnte er vor der Entnazifizierungskommission seine Parteimitgliedschaft so erklären, dass er ohne Unterbrechung als ordentlicher Professor in Kiel im Amt blieb, wo er nach Wiedereröffnung der 1944 zerstörten Universität Ende 1945 entscheidenden Anteil am Wiederaufbau der Universität hatte, 1947–49 als Dekan der Philosophischen Fakultät, 1950/51 als Rektor der CAU. 1948 gelang es ihm, Walter Bröcker aus Rostock als Ordinarius für Philosophie an die CAU zu verpflichten. Spätere Rufe nach Mainz (1952), Köln (1958) und Hamburg (1960) lehnte er ab. 1951 wurde er wissenschaftlicher Leiter der Schleswig-Holsteinischen Universitätsgesellschaft, was er bis 1970 blieb. Ab 1952 war er Mitherausgeber der Fachzeitschrift Hermes und ordentliches Mitglied der Akademie der Wissenschaften und der Literatur zu Mainz. Für seine Verdienste um die Universität Kiel wurden ihm von der Universität 1961 die Universitätsmedaille und 1962 die Würde eines Ehrensenators verliehen.
Zu seinen Hauptarbeitsgebieten zählten die Erforschung der hippokratischen Medizin und der griechischen Geistesgeschichte, unter anderem der griechischen Tragiker. Für seine wissenschaftlichen Leistungen wurde ihm 1962 die Würde eines Ehrendoktors der Universität Athen verliehen und 1964 die Ehrendoktorwürde der Kieler Medizinischen Fakultät.
Zu seinen Schülern zählen Detlev Fehling, Hermann Grensemann, Eckard Lefèvre, Cay Lienau, Hans-Joachim Newiger, Gert Preiser, Hans Seyffert und Renate Wittern-Sterzel.
Er war verheiratet mit Inez Diller, geborene Sellschopp († 1981). Am 1. Januar 1934 wurde ihr Sohn Hans-Jürgen Diller geboren, der 1969 ordentlicher Professor für Anglistik in Bochum wurde, und am 8. Juni 1936 Justus Diller, der Mathematiker und 1973 ordentlicher Professor in Münster wurde.

## Schriften
Monographien
- Die Überlieferung der Hippokratischen Schrift Peri aerōn hydatōn topōn. Dieterich, Leipzig 1932.
- Wanderarzt und Aitiologe. Studien zur hippokratischen Schrift Περὶ ἀέρρων ὑδάάτων τόπων [Peri aerōn ydatōn topōn]. Dieterich, Leipzig 1934 (= Philologus. Supplementband 26,3).
- Die Bakchen und ihre Stellung im Spätwerk des Euripides. Verlag der Akademie der Wissenschaften und der Literatur, Mainz 1955 (= Akademie der Wissenschaften und der Literatur. Abhandlungen der geistes- und sozialwissenschaftlichen Klasse. Jahrgang 1955, Nr. 5).
- Kleine Schriften zur antiken Literatur. Hrsg. von Hans-Joachim Newiger und Hans Seyffert. Beck, München 1971 (mit Verzeichnis der Schriften 1932–1970; Kurzlebenslauf S. 635 f.).
- Kleine Schriften zur antiken Medizin. Hrsg. von Gerhard Baader und Hermann Grensemann. De Gruyter, Berlin 1973, ISBN 3-11-001799-7.

Textausgaben und Übersetzungen
- Hippokrates: Schriften. Die Anfänge der abendländischen Medizin. Übersetzt und mit Einführungen, einem Essay zum Verständnis der Schriften und einer Bibliographie herausgegeben. Rowohlt, Reinbek bei Hamburg 1962 (= Rowohlts Klassiker der Literatur und der Wissenschaft. Griechische Literatur. Band 4); Neuausgabe unter dem Titel Ausgewählte Schriften. Mit einem bibliographischen Anhang von Karl-Heinz Leven. Reclam, Stuttgart 1994, ISBN 3-15-009319-8 (Kurzlebenslauf: S. 342 f.).
- Hippokrates: Über die Umwelt. Akademie-Verlag, Berlin 1970 (Corpus Medicorum Graecorum 1,1,2). 2., unveränderte Auflage 1998.

Verschiedenes
- Zur Hippokratesauffassung des Galen. In: Hermes. Band 68, 1933.
- Zu Sextus Placitus. In: Philologus XCVII. Leipzig 1948, S. 363–365.
- Der Atlantisbericht als platonischer Mythos. In: Richard Weyl (Hrsg.): Atlantis enträtselt? Wissenschaftler nehmen Stellung zu Jürgen Spanuths Atlantis-Hypothese. Mühlau, Kiel 1953, S. 7–12.
- Die dichterische Form von Hesiods Erga (= Abhandlungen der geistes- und sozialwissenschaftlichen Klasse der Akademie der Wissenschaften und der Literatur in Mainz. Jahrgang 1962, Nr. 2).
- als Hrsg. mit Karl Deichgräber und Heinz Goerke: Ars medica. Texte und Untersuchungen zur Quellenkunde der Alten Medizin. Schriftenreihe des Instituts für Geschichte der Medizin der Freien Universität Berlin. II. Abteilung: Griechisch-lateinische Medizin. Berlin 1968 ff.